# Edmar
Pour le footballeur international ukrainien né en 1980, voir Edmar (football, 1980).
Edmar Bernardes dos Santos dit Edmar (né le 20 janvier 1960 à Araxá au Brésil) est un ancien joueur international de football brésilien, qui évoluait en tant qu'attaquant.